# فیودور سالاگوب
فیودور سالاگوب (روسی: Фёдор Сологу́б، با نام اصلی فیودور کوزمیچ تترنیکُف، روسی: Фёдор Кузьми́ч Тете́рников، معروف به فیودور سالاگوب؛ ۱ مارس [۱۷ فوریه] ۱۸۶۳ – ۵ دسامبر ۱۹۲۷) شاعر سمبولیست، رمان‌نویس و نمایشنامه‌نویس و جستارنویس روس.
جستارهای او که عناصر بیمارگونه و بدبینانه‌ای را که مشخصه ادبیات و فلسفه متأخر اروپا بود وارد نثر روسی کرد. شیطان کوچک مهم‌ترین اثر سالاگوب است که جایگاه ویژه‌ای در ادبیات سمبولیسم روسی دارد.

## مختصری درباره او[۲]
فیودور کوزمیچ تترنیکُف با تخلص ادبی فیودور سالاگوب در ۱۸۶۳ در سن‌پتربورگ به‌دنیا آمد. بعد از مرگ پدر، مادرش به شغل خدمتکاری درآمد و به کمک کارفرمایش توانست شرایط را برای تحصیل فرزندش در یکی از کالج‌های تربیت معلم فراهم آورد و سالاگوب توانست به‌عنوان مدیر مدرسه در شهرستانی دورافتاده مشغول به‌کار شود. دو رمان اول سالاگوب رؤیاهای بد (۱۸۹۶) و شیطان کوچک (۱۹۰۷) که بین سال‌های ۱۸۹۲ تا ۱۹۰۲ نوشته شدند، مستقیماً از تجارب او به‌عنوان مدیر مدرسه الهام گرفته شده که در آن مقطع او با بوروکراسی و کُندی روند امور اداری در شهرستان‌ها دست‌وپنجه نرم می‌کرد. سال‌ها طول کشید تا سالاگوب بتواند برای شیطان کوچک ناشری پیدا کند اما پیش از آن یعنی در ۱۹۰۵ بود که توانست آن را به‌صورت هفتگی در مجله‌ای به‌چاپ برساند. وقتی بالاخره در ۱۹۰۷ رمان چاپ شد و موفقیت فوری و شایانی هم کسب کرد، سالاگوب توانست آن شغل محدود و دست‌وپاگیر را رها کند و تمام وقتش را وقف ادبیات نماید. با این‌حال رمان‌های بعدی او موفقیت کمتری داشتند؛ افسانۀ مخلوق (۱۹۰۸-۱۹۱۲)، سه‌گانه‌ای که در آن شیطان‌پرستی، سیاست و تخیل به‌طرز غریبی درهم تنیده شده‌اند، و مارباز  (۱۹۲۱) با بی‌اعتنایی مخاطبان روبه‌رو شدند. داستان‌های کوتاهی که نوشت، در جایگاه بالاتری نسبت به این رمان‌ها قرار گرفتند، مخصوصاً مجموعۀ سایه‌ها(۱۸۹۶)، نیش مرگ (۱۹۰۷) و نقاب‌های زوال‌یافته (۱۹۰۹). سالاگوب علاوه بر نگارش رمان، داستان کوتاه و چندین نمایشنامۀ موزیکال، از شاعران پیشتاز جنبش سمبولیسم پایان قرن نوزدهم نیز بود و چندین دفتر شعر وزین منتشر کرد. دفتر حلقۀ آتشین (۱۹۰۸) و ستارگان مرواریدگون (۱۹۱۳) چکیدۀ دیدگاه دوگانه‌انگاری او از هستی را نشان می‌دهند که در آن، جهان اساساً شر تصویر می‌شود ولی اگر عشق در میان باشد، زیبایی و حقیقت از دل شرارت بیرون می‌آید. سالاگوب همچون بسیاری از نویسندگان سمبولیست، علاقۀ چندانی به سیاست نداشت و بعد از انقلاب [اکتبر] 1917 روسیه، موضع "نظاره‌گر بی‌تفاوت" را اختیار کرد. در سال‌های بعد، زندگی‌اش سخت شد و به‌ندرت چیزی به‌چاپ می‌رساند و اموراتش را عمدتاً از راه ترجمه می‌گذراند. در 1921 همسرش خودکشی کرد و سالاگوب خود چند سال بعد در ۱۹۲۷ درگذشت.

## بخشی از آثار
رمان
- رؤیاهای بد (۱۸۹۶)
- شیطان کوچک (۱۹۰۷)
- افسانۀ مخلوق (۱۹۰۸-۱۹۱۲)
- مارباز (۱۹۲۱)

داستان کوتاه
- سایه‌ها (۱۸۹۶)
- نیش مرگ (۱۹۰۷)
- نقاب‌های زوال‌یافته (۱۹۰۹)

شعر
- حلقۀ آتشین (۱۹۰۸)
- ستارگان مرواریدگون (۱۹۱۳)